# Dalstorpasjön
Dalstorpasjön är en sjö i Tranemo kommun i Västergötland och ingår i Ätrans huvudavrinningsområde. Sjön är 13 meter djup, har en yta på 1,36 kvadratkilometer och är belägen 188,1 meter över havet.

## Delavrinningsområde
Dalstorpasjön ingår i det delavrinningsområde (639166-136297) som SMHI kallar för Utloppet av Dalstorpasjön. Medelhöjden är 237 meter över havet och ytan är 21,97 kvadratkilometer. Räknas de 5 avrinningsområdena uppströms in blir den ackumulerade arean 131,33 kvadratkilometer. Assman (Jälmån) som avvattnar avrinningsområdet har biflödesordning 2, vilket innebär att vattnet flödar genom totalt 2 vattendrag innan det når havet efter 145 kilometer. Avrinningsområdet består  mestadels av skog (59 procent), öppen mark (13 procent) och jordbruk (16 procent). Avrinningsområdet har 1,36 kvadratkilometer vattenytor vilket ger det en sjöprocent på 6,2 procent. Bebyggelsen i området täcker en yta av 1,01 kvadratkilometer eller 5 procent av avrinningsområdet.